# Горло (роман)
«Горло» (нім. Der Schlund) — дитячий науково-фантастичний роман німецької письменниці Ґудрун Паузеванґ, опублікований 1993 року. У романі розповідається про дівчину з Касселя, якій доводиться стати свідком того, як Федеративна Республіка Німеччина перетворюється на диктатуру, подібно до приходу Адольфа Гітлера в 1930-х роках.
Книга рекомендована для прочитання за програмами німецької мови для початкової середньої школи.
Роман також перекладено датською (дан. Afgrunden) та іспанською (ісп. El abismo) мовами.

## Сюжет
Німеччина наприкінці 1990-х років: через економічну кризу (у ЗМІ применшувано називають її «затишшям») соціальна напруга в країні значно зросла. Дедалі більше місцевих жителів стають жебраками на вулицях, а на кордонах постійно відбуваються збройні конфлікти з мігрантами, які хочуть отримати доступ до країни.
Геза Лорбах — учениця гімназії в Касселі. Старший прийомний брат Гези, Джіргалем, темношкіра сирота з Ефіопії, усиновлений батьками до її народження, а також у неї є двоє молодших братів та сестер: Ульф і Ульріке (Ріке), яка народилася з синдромом Дауна. Мати керує книгарнею, батько — публіцист лівих поглядів. Хоча дідусь Гези по батьковій лінії дуже відкритий до сучасності, дід по материнській лінії все ще впевнений, що нацистське правління під керівництвом Адольфа Гітлера було прекрасним періодом. Він всіляко показує, що не сприймає Джиргалема як чорношкірого, а Ріке як інваліда як повноправних членів сім'ї. Його дружина, навпаки, завжди уникає теми минулого, коли її про це запитують.
Погана соціальна ситуація швидко вплинула на політичну ситуацію — на двох виборах до земельних парламентів відбулися докорінні зміни: У Гессені СДПН зазнала розгромної поразки, а ХДС, який також зазнав невдачі, змушений був увійти в коаліцію з республіканцями. У Тюрингії остання з вище вказаних партій навіть досягають 30 відсотків і стають другою за потужністю партією. Разом з Німецьким фронтом (DF), який не подолав п’ятивідсотковий бар'єр, є також партія, прихильники якої марширують у чорній формі та несуть прапори з червоним сонцем на жовтому фоні. Однак після спроби державного перевороту партія забороняється. З ядра вище вказаної політичної сили, однак, виникає нова партія під назвою Німецький народний рух (DVB), зі схожими поглядами, але поміркованішою за зовнішнім виглядом. Їхнім лідером стає колишній телеведучий Марк Шлотт, який здатний надихнути маси своєю харизмою. На федеральних виборах до парламенту DVB набрала 15,7 відсотка голосів, республіканці ж стали найсильнішою партією з 35,6 відсотками. Обидві партії утворюють коаліцію та формують уряд з невеликою більшістю. Однак новий уряд проіснував недовго, оскільки серед республіканців відбувся розкол, значна частина яких переходила у DVB. З огляду на зміну ситуації, відбудуться нові вибори, на яких посилений DVB тепер стане абсолютним переможцем і навіть забезпечить собі монобільшість. Марк Шлотт стає новим федеральним канцлером, а інші партії незабаром забороняють.
Короткочасне відродження нацистської ностальгії партія забороняє, Шлотт наголошує, що DVB — це зовсім інший тип партії і тому не може порівнюватися з НСДАП. Не змушують нікого чекати й перші політичні кроки: право на притулок скасували без апеляції, DVB почала будувати велику стіну навколо Німеччини, яка створила багато нових робочих місць на тривалий період часу. Політичних опонентів арештовують, певні групи (наприклад, хворих на ВІЛ/СНІД) відправляють до спеціальних таборів. Дітей з розумовими вадами забирають із сімей та доставляють до державних установ. Зрештою, осіб неєвропейського походження також депортують. Держава також перейменована в «Республіку Німеччина», Бундесвер відтепер називається «Армія держави», також вводиться новий національний гімн. Навколо Шлотта швидко розвинувся своєрідний культ особи.
Сім’я Лорбахів відчула зміну влади на власному досвіді: батько змушений втікати за кордон до Праги через свої тексти, які критикували режим, матері довелося відмовитися від книжкового магазину, їй було важко знову знайти роботу. З фінансових причин сім’я змушена відмовитися від колишнього житла та переїхати до дідуся. Джиргалем відчуває зростаючу расову дискримінацію і тимчасово втік до Сполучених Штатів, але незабаром повертається, тому що там також з'явилися схожі настрої щодо осіб зі смаглявою шкірою. Нарешті він намагається поїхати до батька в Прагу, але його спроба втекти зазнає невдачі. Його заарештовують для депортації, але йому вдається втекти від транспортера і повернутися до Касселя. Проте життя в криївці настільки його пригнічує, що він зрештою вішається. Ріке приходить додому через свою інвалідність, через деякий час родина отримує сумну звістку, що вона померла від хвороби — сім'я підозрює, що дитину навмисне вбили через його вади, й підозрює, що це своєрідна евтаназія, яку практикували в епоху нацизму. Сім'я хотіла б емігрувати, але вони знають, що не мають необхідної кваліфікації, щоб їх прийняли в інші країни. Брат Гези Ульф, спочатку дуже критичний до Шлотта, все більш позитивно ставиться до нової системи і зрештою проводить все більше часу з родичами, які змирилися з новою системою.
Одного разу Геза випадково зустрічає старого друга зі шкільних часів, і виявляється, що він активно протистоїть системі. Він остаточно переконує Гезу, що має сенс захищатися і не допускати, щоб все сталося. Після закінчення середньої школи директор попросив Гезу, найкращу випускницю свого року, виступити на церемонії випуску, Геза ж побачив в цьому унікальну можливість: вона написала політично відповідну промову, яку представила, але на день святкування вона перед іншими прочитала таємно написану другу промову, в якій відкрито описує Шлотта як диктатора і закликає до опору проти нього. Потім Гезу витягують зі сцени та виштовхують із залу, незважаючи на те, що частина глядачів висловлює з нею солідарність. Її думки наступні: якщо вона переживе все це, то пізніше зможе сказати своїм дітям, що знала про все, що відбувається навколо й при цьому діяла, не схиливши голову.

## Політичні передумови
На початку 1990-их праві партії в об’єднаній Німеччині мали успіхи на виборах, що сучасники інтерпретували як зсув вправо у Федеративній Республіці. Основною причиною цього була велика кількість шукачів притулку, які прибули до Федеративної Республіки.
Республіканці завжди набирали значно менше 5-відсоткового бар’єру на федеральних виборах і лише тричі потрапляли до парламенту Ландтагів. На виборах до Ландтагу у Баден-Вюртемберзі в 1992 році вони змогли набрати 10,9% голосів і фактично з нуля стали третьою найсильнішою силою у вище вказаному регіоні. У Гамбурзі 1991 року Німецький народний союз набрав 6,2 %, а в 1992 році в Шлезвіг-Гольштейні — 6,3 %.
Паралельно з політичним розвитком відбувалися також насильницькі заворушення проти шукачів притулку (близько 1992 року в Ростоку-Ліхтенхагені).